# Bengt Hallberg
Bengt Hallberg (13. září 1932 Göteborg – 2. července 2013 Uppsala) byl švédský jazzový klavírista a hudební skladatel. Na klavír hrál od dětství a když mu bylo třináct let, napsal své první aranžmá. Svou první nahrávku jako leader tria natočil v roce 1950. Během padesátých let doprovázel při švédských turné různé americké hudebníky, jakými byli například Stan Getz, Clifford Brown nebo Quincy Jones. V letech 1956–1963 byl členem švédského rozhlasového big bandu. Zemřel na srdeční selhání ve svých osmdesáti letech.